# Stantsionno-Oïachinski
Stantsionno-Oïachinski (en russe : Станционно-Ояшинский) est une commune urbaine de Russie de type bourg ouvrier qui est située dans l'oblast de Novossibirsk.

## Géographie
Stantsionno-Oïachinski se trouve au nord-est de l'oblast de Novossibirsk, à 81 km à vol d'oiseau de Novossibirsk.

## Population
Recensements (*) et estimations de la population,,: 
| 1970* | 1979* | 1989* | 2002* | 2010* | 2012  |
| ----- | ----- | ----- | ----- | ----- | ----- |
| 5 264 | 5 525 | 4 875 | 4 750 | 4 575 | 4 611 |

| 2013  | 2014  | 2015  | 2016  | 2017  | 2018  |
| ----- | ----- | ----- | ----- | ----- | ----- |
| 4 708 | 4 886 | 4 793 | 4 856 | 4 893 | 4 845 |

| 2019  | 2020  | 2021* | - | - | - |
| ----- | ----- | ----- | - | - | - |
| 4 787 | 4 834 | 4 178 | - | - | - |